# Näsviken (Strömsund)
Näsviken ist ein Ort (tätort) in der Gemeinde Strömsund im Nordwesten der schwedischen Provinz Jämtlands län und der historischen Provinz Jämtland.
Der Ort liegt am Strömsund gegenüberliegenden Ufer des Sees Ströms Vattudal, welcher vom Fluss Faxälven gespeist wird. Seit 1956 sind die beiden Orte durch 332 m lange Strömsundbrücke miteinander verbunden. Die Europastraße 45 führt durch Näsviken.
Die Bevölkerungsentwicklung des Ortes war seit 1990 rückläufig, von 2010 bis 2015 stieg die Einwohnerzahl aber wieder an.